# 数学A
数学A（すうがくエー/エイ）は、日本の高等学校における数学の科目の一つである。現行学習指導要領下での本科目は2012年度より学年進行で実施されている。略称は数A。

## 内容の変遷
各項目の括弧は前学習指導要領における科目名を示している。

### 1994年4月施行
数学Iとの並行履修、あるいは数学Iを履修した後に履修させ、4項目中2項目以上を選択履修させることとされた。
1. 数と式（数学I）
  1. 整式とその計算：乗法公式・因数分解を含む
  2. 実数：実数の分類・平方根を含む式の計算
  3. 式と証明：恒等式・等式の証明・不等式の証明・命題と証明
2. 数列
  1. 数列とその和：等差数列・等比数列・階差数列・数列｛n2｝（数学II・基礎解析）
  2. 漸化式と数学的帰納法：隣接2項間の漸化式（数学II・基礎解析）・数学的帰納法（基礎解析）
  3. 二項定理：パスカルの三角形（確率・統計）
3. 平面幾何（新規）
  1. 三角形の性質(中学校)
  2. 円の性質：方べきの定理(中学校)
  3. 軌跡と作図(数学I・中学校)
  4. 合同変換と相似変換
4. 計算とコンピュータ（数学II）
  1. コンピュータの操作・流れ図とプログラムによる計算

### 2003年4月施行
原則として数学基礎または数学Iとの並行履修、あるいは数学基礎または数学Iを履修した後に履修させ、すべての項目を履修させることとされた。
1. 個数の処理（数学I）
  1. 集合とその要素の個数
  2. 和の法則・積の法則
  3. 順列：円順列、重複順列などを含む
  4. 組合せ：二項定理を含む
2. 確率（数学I）
  1. 確率とその基本的な法則、独立な試行と確率、期待値
3. 命題と証明（数学A）
4. 平面図形（中学校、数学A）
  1. 三角形の性質：重心，内心，外心など
  2. 円の性質：四角形が円に内接する条件、方べきの定理，二つの円の位置関係など

### 2012年4月施行
原則として数学Iとの並行履修、あるいは数学Iを履修した後に履修させ、3項目中2項目以上を選択履修させることとされている。
1. 場合の数と確率
  1. 場合の数（数学A）
    1. 集合の要素の個数
    2. 和の法則・積の法則
    3. 順列：円順列、重複順列などを含む
    4. 組合せ：重複組合せを含む

  2. 確率
    1. 確率とその基本的な法則（数学A）
    2. 独立な試行と確率（数学A）
    3. 条件付き確率（数学C）：確率の乗法定理を含む
2. 整数の性質（新規）
  1. 約数と倍数
  2. ユークリッドの互除法：発展内容として合同式を扱うこともある
  3. 整数の性質の活用:n進法など
3. 図形の性質
  1. 三角形の性質：三角形の五心、チェバの定理、三角不等式など（数学A）
  2. 円の性質：四角形が円に内接する条件、方べきの定理，二つの円の位置関係など（数学A）
  3. 作図（復活）
  4. 空間図形（新規）：空間における直線と平面、多面体

### 2022年4月施行
この科目は3項目中から適宜選択履修させることとされている。前回と比べて「整数の性質」が削除されたが、一部内容は「数学と人間活動」の項目で扱われる。
1. 図形の性質
  1. 三角形の性質
  2. 円の性質
  3. 作図：コンピュータを活用した描画を含む
  4. 空間図形
2. 場合の数と確率
  1. 場合の数
    1. 集合の要素の個数
    2. 和の法則・積の法則
    3. 順列：円順列、重複順列などを含む
    4. 組合せ：重複組合せを含む

  2. 確率
    1. 確率とその基本的な法則
    2. 独立な試行と確率
    3. 条件付き確率
    4. 期待値（数学B）
3. 数学と人間の活動
  1. 数量や図形の概念と人間の活動
    1. 整数の約数と倍数（数学A）
    2. ユークリッドの互除法とn進法（数学A）：発展内容として整数の合同や二次不定方程式を扱うこともある。
    3. 座標（中学校、数学Ⅱ、数学B）：平面座標・空間座標の扱い方、2点間の距離など

  2. 数学と文化（数学活用）
    1. 数学史
    2. 数学的なパズルやゲーム